# Пещеры Антарктиды
Пещеры Антарктиды — совокупность подземных полостей, расположенных на самом южном континенте Земле — Антарктиде. Из-за почти полного оледенения, скудности гидрологической сети рек и озёр (самая длинная река Антарктиды имеет протяжённость в 30 километров) и выпадения осадков почти исключительно в твёрдом виде (снег), Антарктида считается неперспективной с точки зрения обнаружения пещер. Однако возможно существование древних карстовых систем в коренных породах, возникших в эпоху более тёплого и влажного климата. На склонах вулкана Эребус обнаружены вулканогенные пещеры экструзивного типа. Многочисленные и ледниковые пещеры — полые башни, появившиеся в результате замерзания фумарольных паров. Эксплозионно-фумарольная пещера-онкос на склоне вулкана Эребус на 77° южной широты является самой южной пещерой на Земле.